# Медвежий (Саратовская область)
Медве́жий — посёлок в Лысогорском районе Саратовской области. Входит в состав Гремячинского муниципального образования.

## География
Посёлок находится на расстоянии примерно 23 км (по прямой) к юго-востоку от посёлка городского типа Лысые Горы, административного центра района.

### Часовой пояс
Посёлок Медвежий, как и вся Саратовская область, находится в часовой зоне МСК+1. Смещение применяемого времени относительно UTC составляет +4:00.

## Население
| 1989 | 2002 | 2006 | 2009 | 2010 |
| ---- | ---- | ---- | ---- | ---- |
| 12   | ↘0   | ↗2   | ↘1   | ↘0   |